# Bryaninops
Bryaninops is een geslacht van straalvinnige vissen uit de familie van grondels (Gobiidae). Het geslacht is voor het eerst wetenschappelijk beschreven in 1959 door Smith.

## Soorten
- Bryaninops amplus Larson, 1985 – Gorgoondwerggrondel
- Bryaninops dianneae Larson, 1985
- Bryaninops discus Suzuki, Bogorodsky & Randall, 2012
- Bryaninops erythrops Jordan & Seale, 1906
- Bryaninops isis Larson, 1985
- Bryaninops loki Larson, 1985
- Bryaninops natans Larson, 1985
- Bryaninops nexus Larson, 1987
- Bryaninops ridens Smith, 1959
- Bryaninops spongicolus Suzuki, Bogorodsky & Randall, 2012
- Bryaninops tigris Larson, 1985
- Bryaninops yongei Davis & Cohen, 1969